# خانات ازبک
خانات ازبک (ازبکی: Oʻzbek xonligi یا اوزبک اولوسی)، که به نام خانات ابوالخیر نیز شناخته می‌شود، ایالت شیبانی قبل از خانات بخارا بود. خانات ازبک در طول مدت کوتاهی که وجود داشت، ایالت برجسته در آسیای مرکزی بود که بر بیشتر قزاقستان، بیشتر ازبکستان و ترکمنستان و بخش‌هایی از جنوب روسیه حکومت می‌کرد. این اولین ایالت ابوالخیریان، شاخه‌ای از شیبانیان است.

## لغت‌شناسی
سلسله ابوالخیر خان و جانشینانش به نام او نامگذاری شده‌است و ایالت‌های تحت فرمانروایی آنها به ابوالخیریان معروف است، مانند خانات بخارا. ممکن است از آنها به عنوان شیبانیان نیز یاد شود، اگرچه این بیشتر یک اصطلاح کلی است، زیرا دودمان رقیب به نام عربشاهیان خوارزم نیز شیبانی بودند، اما ابوالخیریان نبودند.

## تاریخ

### قبل از ابوالخیر خان
با آغاز کار شیبان، برادر باتوخان که فرمانروای اردوی زرین بود، شیبانیان و نوادگانشان بر بسیاری از اقوام و سرزمین‌هایی که توسط باتو به شیبان اعطا شده بود، سیطره داشتند. این سرزمین‌ها شامل حوزه‌های اردوی زرین در شرق اورال و سرزمین‌های شمال رودخانه سیر دریا بود. کنترل مرکزی در گروه اردوی زرین به سرعت در شرق از بین رفت و کشورهای جدا شده مانند اردوی نوقای و خانات سیبیر در منطقه ظاهر شدند.

### ابوالخیر خان

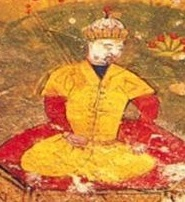
ابوالخیر خان

در زمان تولد ابوالخیر در سال ۱۴۱۲، اردو شیبان شکسته شد. در این زمان بخش شرقی گروه اردوی زرین (اردوی آبی)، به ویژه پس از ترور براق خان در سال ۱۴۲۷، از کنترل کامل خان‌ها و مدعیان اردوی زرین خارج شده بود. ابوالخیر پس از جنگی در سال ۱۴۲۷ به اسارت درآمد و در سال ۱۴۲۸ آزاد شد. پس از درگذشت خان آن زمان ازبک‌ها و مدعی تاج و تخت اردوی زرین، براق خان، الغ بیگ، رهبر امپراتوری تیموری، مخفیانه عنوان خان را تنظیم کرد تا به ابوالخیر منتقل شود. او حکومت خود را با تحکیم قبایل در سیبری در اطراف پایتخت خود در چیمگی-تورا (تیومن امروزی) آغاز کرد. او توانست خان حاکم سیبر، حاجی محمد، خان سابق اردوی زرین از ۱۴۱۹ تا ۱۴۲۳، را خلع کند و کل منطقه را تحت کنترل شیبانی‌ها درآورد.
در سال ۱۴۳۰ یا ۱۴۳۱، ابوالخیر و سپاهش به سمت جنوب به خوارزم تحت کنترل تیموریان لشکرکشی کردند و اورگنج را اشغال کردند. بین سالهای ۱۴۳۰ و ۱۴۴۶ خانات ازبک سرزمینی را در ماوراءالنهر از تیموریان گرفتند.
ابوالخیر مدتی پس از این به اردوی زرین حمله کرد و مصطفی خان را در نزدیکی آستراخان شکست داد. ازبک‌ها در این لشکرکشی حدود ۴۵۰۰ نفر را از دست دادند.
قبل از مرگ شاهرخ در سال ۱۴۴۸ سیغناق و شهرهای دیگر توران مانند اوزکند و سوزاق مورد هجوم ازبکان قرار گرفته و تصرف شدند. سیغناق در این زمان به یکی از شهرهای اصلی آسیای مرکزی تبدیل شد.
در سال ۱۴۵۱ ابوالخیر با ابوسعید تیموری علیه رقیب خود عبدالله متحد شد و هر دو به سمرقند لشکر کشیدند. اتحاد ازبک و ابوسعید موفقیت‌آمیز بود و در عوض ابوسعید به ازبک‌ها خراج داد.

### قیام قزاق‌ها
از دهه ۱۴۶۰، خان‌های قزاق برای کنترل قزاقستان امروزی به رهبری جان بیگ و کری خان، پسران براق خان مدعی تاج و تخت اردوی زرین، خانات قزاق را تأسیس کردند. این جنگ مخصوصاً به دلیل جنگ اخیر با دربن اویرات مغول‌ها در مرزهای شرقی ازبک‌ها برای ازبک‌ها سخت شد. جان بیگ و کری در پی درگیری به دنبال سود بردن از ضعف ازبکستان بودند.
قرن شانزدهم خیدر دوگلاتی در تاریخ رشیدی خود در مورد این وقایع می‌گوید:
در آن زمان ابوالخیر خان در دشت قبچاق قدرت کامل داشت. او با سلاطین جوجی در جنگ بود. در حالی که جانی بیگ خان و کرای خان پیش از او به مغولستان گریختند. آیسان بوقاخان با افتخار بزرگی از آنها پذیرایی کرد و کوزی باشی را که در نزدیکی چو، در محدوده غربی مغولستان است، به آنها تسلیم کرد، و در آنجا با آرامش و رضایت سکونت داشتند. با مرگ ابوالخیر خان، اردوی ازبک‌ها دچار سردرگمی شدند و نزاع دائمی در میان آنها به وجود آمد. بیشتر آنها به حزب کرای خان و جانی بیگ خان پیوستند. تعداد آنها حدود دویست هزار نفر بود و نام ازبک-قزاق را دریافت کردند. سلاطین قزاق در سال ۸۷۰ هجری [۱۴۶۵-۱۴۶۶ میلادی] شروع به سلطنت کردند (اما خدا بهتر می‌داند) و تا سال ۹۴۰  [۱۵۳۳-۱۵۳۴ پس از میلاد] همچنان در بخش بزرگی از ازبکستان از قدرت مطلق برخوردار بودند.

### مرگ ابوالخیر خان و جانشینان
در حدود سال‌های ۱۴۶۸–۱۴۷۰، ابوالخیر خان به همراه چند تن از پسرانش در جنگ با قزاق‌ها جان باختند. شیخ حیدر معروف به باروج اوغلان (برخی منابع آنها را یک شخص یا افراد مختلف ذکر کرده‌اند) بزرگترین پسر ابوالخیر جانشین وی شد. سلطنت شیخ حیدر کوتاه بود و پس از درگیری با خان رقیب ایبک پایان یافت.
محمد شیبانی مشهور به شیبک خان، نوه ابوالخیر، جانشین پدرش شیخ حیدر شد. شیبک خان به همراه برادرش محمود سلطان نزد خان آستراخان، قاسم پناه گرفته بودند.
پس از اینکه شیبانی توسط خان‌های خانات مغولستان کمک شد تا زمین‌های ماوراءالنهر را بازپس گیرد، از سال ۱۴۸۸ تا حدود سال ۱۵۰۰ به عنوان دست نشانده مغول درآمد. پس از این مرحله، شیبانی فتوحات خود را رهبری کرد که عمدتاً شامل شهرهایی در ایالات متلاشی شده جانشین تیموری (مانند سمرقند و بخارا) بود. رقبای اصلی شیبانی، بابر تیموری و ایران صفوی تحت پادشاهی شاه اسماعیل یکم بودند.
در سال ۱۵۰۰، شیبک خان رسماً تمام اراضی قزاق در دشت قبچاق را به خانات قزاق واگذار کرد. اندکی پس از آن در سال ۱۵۰۶، شیبانی بخارا را تصرف کرد و خانات ازبک به خانات بخارا تبدیل شد.
شیبک خان در نبرد مرو به دست صفویان تحت حکومت شاه اسماعیل یکم در سال ۱۵۱۰، کشته شد و جمجمه‌اش به جامی جواهرآب تبدیل شد.

## حاکمان

### خوانین قلمروهای شیبانی
اینها خان‌هایی هستند که قبل از ابوالخیریان بر قلمروهای ازبکان حکومت می‌کردند.
- شیبان پسر جوجی خان پسر چنگیزخان.
- بهادر اوغلی
- جوجی بوغا
- بد اوغول
- منگو تیمور اوغلان
- فولاد اوغلو
- ابراهیم سلطان
- دولت شیخ اوغلان

### ابوالخیریان
- ابوالخیر خان، پسر دولت شیخ اوغلان
- شیخ حیدر، پسر ابوالخیر در سال ۱۴۷۱ در جنگ با اباک خان درگذشت.[۵]

### خانات بخارا
- شیبک خان، نوه ابوالخیر خان.